# Museo de Arte Fundación Ortiz Gurdián
Das Centro de Arte Fundación Ortiz Gurdian ist ein Kunstmuseum im Stadtzentrum von León (Nicaragua). Die Ausstellungsteile wurden zwischen 2000 und 2013 eröffnet.